# Poradnik sukcesu
Poradnik sukcesu – drugi album studyjny polskiego rapera Bobera. Wydawnictwo ukazało się 25 września 2020 nakładem wytwórni muzycznej QueQuality w dystrybucji Step Hurt.
Album jest utrzymany w stylu muzyki hip-hop. Składa się z wersji standardowej (1 CD).
Płyta dotarła do 3. miejsca polskiej listy sprzedaży – OLiS.

## Lista utworów
Opracowano na podstawie materiału źródłowego.
| Poradnik sukcesu – Wersja standardowa | Poradnik sukcesu – Wersja standardowa | Poradnik sukcesu – Wersja standardowa |
| Nr                                    | Tytuł utworu                          | Długość                               |
| ------------------------------------- | ------------------------------------- | ------------------------------------- |
| 1.                                    | „Joł”                                 | 3:16                                  |
| 2.                                    | „Nie pytaj”                           | 2:20                                  |
| 3.                                    | „Stand-rap”                           | 3:31                                  |
| 4.                                    | „Płyta dekady 2” (oraz Filipek)       | 3:49                                  |
| 5.                                    | „Ewoluujemy” (oraz ZetHa)             | 3:23                                  |
| 6.                                    | „Bajka” (oraz D3W)                    | 2:47                                  |
| 7.                                    | „Sk**wol”                             | 2:37                                  |
| 8.                                    | „Partykiller”                         | 2:35                                  |
| 9.                                    | „Jak ty” (oraz Sobel)                 | 3:30                                  |
| 10.                                   | „Poradnik sukcesu”                    | 2:38                                  |
| 11.                                   | „Czarek”                              | 3:00                                  |
|                                       |                                       | 33:26                                 |

## Pozycja na liście sprzedaży

### Pozycja na liście tygodniowej
| Kraj   | Lista (2020)  | Najwyższa pozycja |
| ------ | ------------- | ----------------- |
| Polska | OLiS – albumy | 3                 |